# ヴラディミラス・ベリョゾヴァス
ヴラディミラス・ベリョゾヴァス（Vladimiras Beriozovas、1929年9月29日 - 2016年3月16日）は、リトアニアの政治家。ソ連時代はリトアニア共産党第二書記を務めた。1990年の独立宣言書に署名した一人でもある。ロシア系で、名前はロシア語でウラジーミル・ベリョーゾフ（Владимир Антонович Берёзов）。

## 経歴
カウナスのヴィンツァス・クディルカ初等学校を卒業し、同市にある中等学校に進学した。1962年から1967年までヴィリニュス教育大学 (VPI) で学んだ。
1950年から1953年、ソ連軍で兵役。1952年からソ連共産党員。その後、リトアニア共産党 (LKP) で出世していく。
1988年、リトアニア共産党第二書記に選ばれる。それまではロシア人のみが党第二書記を務めていた。1989年、初めての複数候補選挙となったソ連人民代議員選挙でリトアニアにおいて最も多くの票を獲得し、代議員に選ばれる。
1990年3月11日、リトアニア独立回復宣言書に署名する。
1990年から1992年までリトアニア最高会議議員。1992年からアルギルダス・ブラザウスカス大統領顧問。
1989年からリトアニア民主労働党 (LDDP) に所属し、2001年からリトアニア社会民主党 (LSDP) の党員。